# Namibiotrupes auspicatus
Namibiotrupes auspicatus es una especie de coleóptero de la familia Geotrupidae.

## Distribución geográfica
Habita en Sudáfrica.